# Медаља за врлине у областима одбране и безбедности
Медаља за врлине у областима одбране и безбедности је било одликовање Савезне Републике Југославије и Државне заједнице Србије и Црне Горе. Медаља је установљена 4. децембра 1998. године доношењем Закона о одликовањима СРЈ. Медаља за врлине у областима одбране и безбедности имала је један степен и додеивала се за показане врлине у овим областима.

## Изглед одликовања
Медаља за врлине у областима одбране и безбедности израђена је од сребра, у облику круга, пречника 38мм. На лицу медаље су рељено представљена војничка знамења. У средњем плану доминира средњовековни штит кружног облика испод кога су укрштене две топовске цеви из времена cрпских устанака. Испод њих је сидро, као симбол ратне морнарице, а лево и десно топовске кугле. У позадини су високо подигнуте војничке заставе, као симболи славе и традиције. Између застава представљена су војничка оружја и оржја. На наличју медаље представљен је кружни венац од ловорове и храстове гране, који је на врху повезан укрштеном машном, а при дну штитом са иницнјалима Савезне Републике Југославије. У венцу се налази сунчев диск на коме је натпис: "За врлине". Испод венца је полукружни натпис: "Одбрана и безбедност". Саставни део медаље је трола, ширине 20мм, сложена у облику петоугла, тако да су горња хоризонтална и две доње косе стране дуге по 22мм, а бочне стране по 42мм. Трака је теракот боје са плавим и белим усправним бојама на ивици, ширине 1мм и спојена је сребрном алком са медаљом. Врпца медаље израђена је од теракот моариране свиле, ширине 36мм, са по једном усправном плавом и белом пругом са стране, ширине по 1,5мм. Медаља за врлине у областима одбране и безбедности носи се на левој страни груци.